# Phasioormia
Phasioormia es un género de moscas de la familia Tachinidae.

## Especies
- Phasioormia bicornis (Malloch, 1932)
- Phasioormia pallida Townsend, 1933